# مقاطعة كارول (إنديانا)
مقاطعة كارول هي مقاطعة في إنديانا، بلغ عدد سكانها 20٬155  نسمة، في 2010، عاصمتها دلفي، تبلغ مساحتها 971 كيلومتر مربع.

## الموقع
تشترك في الحدود مع:
- مقاطعة كاس (إنديانا)
- مقاطعة وايت (إنديانا)
- مقاطعة كلينتون
- مقاطعة هوارد (إنديانا)
- مقاطعة تيبيكانوي.

## التقسيمات الإدارية
- دلفي.

## أعلام
- بورتون إل. فرينش